# Luigi Fenaroli

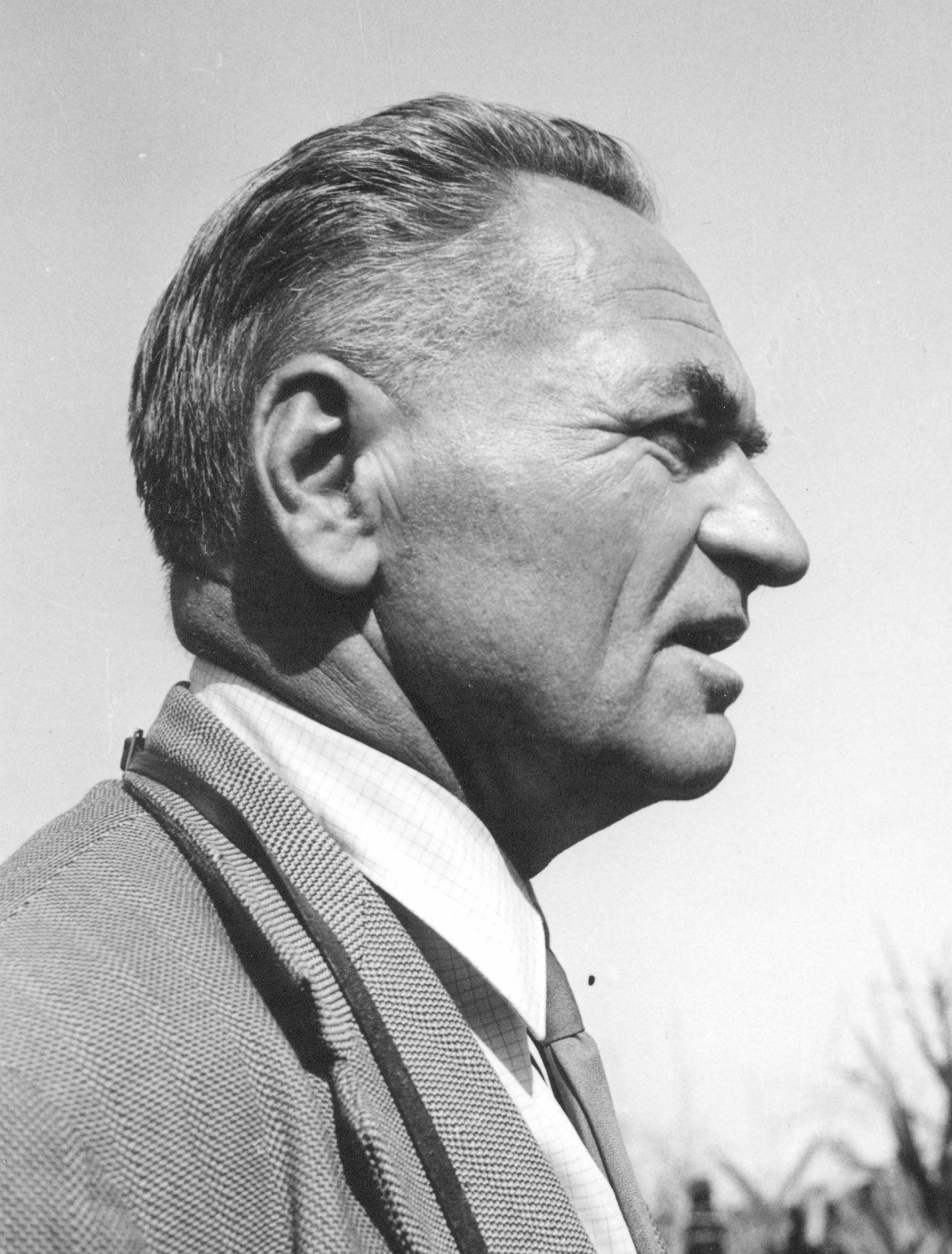
Luigi Fenaroli

Luigi Fenaroli (Milano, 16 maggio 1899 – Bergamo, 8 maggio 1980) è stato un agronomo italiano.

## Biografia[1]
Luigi Fenaroli si laureò in Scienze agrarie presso la Scuola superiore di Agricoltura  dell'Università degli Studi di Milano nel 1921.
Effettuò numerose spedizioni scientifiche per conto della Reale Società Geografica Italiana. Nel 1930 fu in Angola e tra il 1932 e il 1933 nell'Amazzonia brasiliana.
Nel 1933 fu nominato vicedirettore della Stazione sperimentale di selvicoltura di Firenze. Nel 1943 si trasferì all'Istituto sperimentale di pioppicoltura di Casale Monferrato. Nel 1946 gli fu affidata la direzione della Stazione sperimentale di maiscoltura, dove succedette all'insigne agronomo Tito Vezio Zapparoli. Quivi diresse il Programma mais ibridi, mettendo a punto un piano di sperimentazione (1948-1953) dei numerosi ibridi americani introdotti in Italia subito dopo la seconda guerra mondiale. Allo stesso tempo lanciò il programma di raccolta delle accessioni (campioni di seme) di varietà tradizionali italiane di mais (1954-1955) e intensificò il programma di costituzione di linee pure (inbred), selezionate da varietà italiane, o da loro combinazioni con linee americane, coordinati dal suo allievo Aureliano Brandolini. Quale genetista fu invitato da prestigiose università straniere. Nel 1946 fu negli Stati Uniti (Illinois) per studi sul miglioramento del mais e nel 1964 venne richiesto dal Governo Canadese per studi sul miglioramento della patata. Fu inoltre in Egitto e in Giappone per convegni e conferenze.
Nel 1968 passò alla direzione del nuovo Istituto sperimentale di assestamento forestale e alpicoltura di Trento, che guidò fino al 1974.
Luigi Fenaroli espletò un'intensa attività di docente. All'inizio della sua carriera fu assistente nella Facoltà di Scienze agrarie dell'Università di Milano e reggente della Cattedra ambulante di Agricoltura di Iseo. In seguito svolse attività docente di Selvicoltura tropicale presso l'Istituto agronomico coloniale (ora Istituto agronomico per l'oltremare) di Firenze e di Agricoltura tropicale e subtropicale presso la Facoltà di Agraria dell'Università degli studi di Milano.
A varie riprese insegnò Botanica sistematica e Fitogeografia, Selvicoltura e Alpicoltura presso l'Università di Milano e l'Università Cattolica del Sacro Cuore, sede di Piacenza.
Riposa nel cimitero di Tavernola Bergamasca.
La sua intensa attività scientifica si apprezza inoltre per le numerose pubblicazioni, circa 275, di vario contenuto, dalla Fitogeografia alla Sistematica, alla Botanica Forestale senza trascurare opere floristiche e sulla protezione della natura. Numerose sono le pubblicazioni rivolte allo studio degli areali di endemiti insubrici ed articoli su riviste dedicate ai problemi forestali e montani.
Pubblicò le seguenti opere scientifiche:
- Il larice nelle Alpi orientali italiane (1936), che Gli valse il premio nazionale dell'Accademia d'Italia,
- L'ambiente fisico-agrario dei paesi caldi (1943)
- Le Palme e la loro utilizzazione (1945),
- Il castagno (1946),
- Il genere Populus (trad. 1946)
- La flora delle Alpi pubblicata da Martello editore negli anni 1956 e 1976
- I Carex d'Italia (1951),
- Il genere Styzolobium (1952),
- La vegetazione e flora delle prealpi lombarde,
- il Catalogus e i 4 Prodromi della Flora Garganica (1966-1975).

Le sue iniziative pubblicistiche comprendono:
- la collaborazione editoriale dell'Iconographia mycologica del Bresadola (25+3 vol., 1936, con G. B. Traverso),
- la Flora illustrata delle Alpi e degli altri monti d'Italia (revisione della Flora illustrata del Penzig, 1932),
- la revisione delle Colture tropicali del Campese (1937),
- la collaborazione alla monografia della Flora d'Italia (T.C.I. 1958, con V. Giacomini),
- la Dendroflora italiana: alberi (1976, con G. Gambi et al.),
- la Carta della vegetazione reale d'Italia (1969) elaborata per il Ministero dell'agricoltura e delle foreste.

Il suo legato scientifico comprende inoltre un ricco Erbario e un vasto Archivio fotografico, oltre alla creazione di un vero e proprio giardino botanico a Tavernola Bergamasca, sulle rive del lago d'Iseo, in cui sono presenti piante e colture che non si trovano in nessun'altra parte del territorio lombardo.

## Riconoscimenti
Luigi Fenaroli fu membro di:
- Academia Colombiana de ciencias exactas, fisioquímicas y naturales di Bogotá,
- Instituto Ecuadoriano de ciencias naturales di Quito,
- Società di scienze naturali del Trentino-Alto Adige di Trento,
- Atenei di scienze, arti e lettere di Brescia e di Bergamo,
- Accademia nazionale di agricoltura di Bologna,
- Accademia italiana di scienze forestali di Firenze.

Inoltre operò come:
- presidente del Comitato di onoranze bresadoliane di Trento,
- vicepresidente della Fondazione per i problemi montani dell'arco alpino di Milano,
- accademico per meriti alpini e naturalistici del Club alpino italiano.

## Specie descritte[2]
- Asteraceae Hieracium glaucinum Jord. subsp. cispadanum (Fen. & Zahn) Greuter—Med-Checkl. 2: 316. 2008 [30 Dec 2008]
- Asteraceae Hieracium haematopodum Zahn subsp. violae Fen. & Zahn—Bot. Jahrb. Syst. 60(1-2, Beibl. 135): 30. 1925 [15 Dec 1925]
- Asteraceae Hieracium mediolanense Zahn & Fen. -- Bot. Jahrb. Syst. 61(2-3, Beibl. 138): 28, 29. 1927 [15 Jun 1927] (IK)
- Asteraceae Hieracium murorum L. subsp. pictoprasinum Fen. & Zahn—Bot. Jahrb. Syst. 61(2-3, Beibl. 138): 24. 1927 [15 Jun 1927]
- Asteraceae Hieracium murorum L. subsp. sebini Fen. & Zahn—Bot. Jahrb. Syst. 61(2-3, Beibl. 138): 24. 1927 [15 Jun 1927]
- Asteraceae Hieracium obscuratum Murr subsp. violae (Fen. & Zahn) Greuter—Med-Checkl. 2: 398. 2008 [30 Dec 2008]
- Asteraceae Hieracium praecox Sch.Bip. subsp. cispadanum Fen. & Zahn—Bot. Jahrb. Syst. 61(2-3, Beibl. 138): 23. 1927 [15 Jun 1927]
- Asteraceae Hieracium tenuiflorum Arv.-Touv. subsp. pictoprasinum (Fen. & Zahn) Gottschl. -- Willdenowia 43(1): 157. 2013 [21 Jun 2013]
- Asteraceae Hieracium tenuiflorum Arv.-Touv. subsp. sebini (Fen. & Zahn) Gottschl. -- Willdenowia 43(1): 157. 2013 [21 Jun 2013]
- Asteraceae Hieracium tolstoii Fen. & Zahn—Bot. Jahrb. Syst. 61(2-3, Beibl. 138): 28. 1927 [15 Jun 1927] (IK)
- Asteraceae Senecio leucanthemifolius Poir. subsp. apulus (Ten.) Fen. -- Webbia 29(1): 160, without basionym ref. 1974 (IK)
- Cyperaceae Carex extensa Gooden. subsp. viestina Fen. -- Webbia 29(1): 276. 1974 (IK)
- Fabaceae Cytisus decumbens Spach subsp. elatus (Ten.) Fen. -- Atti Ist. Bot. Univ. Pavia 8: 70, without basionym ref. 1972 (IK)
- Lamiaceae Acinos pseudacinos (Lacaita) Fen. -- Atti Ist. Bot. Univ. Pavia 8: 117. 1972, without basionym ref.; et in Webbia. 28(2): 373. 1973, without basionym ref. (IK)
- Lamiaceae Micromeria fruticosa (L.) Druce var. italica (Huter) Fen. -- Webbia 28(2): 375. 1973 (IK)
- Lamiaceae Micromeria fruticosa (L.) Druce var. italica (Huter) Fen. -- Atti Ist. Bot. Univ. Pavia 8: 117, without basionym ref. 1972 (IK)
- Fabaceae Chamaecytisus hirsutus Link var. garganicus (Bertol.) Fen. -- Atti Ist. Bot. Univ. Pavia 8: 71, without basionym ref. 1972 (IK)
- Fabaceae Chamaecytisus spinescens (C.Presl) Rothm. var. candidus (Presl) Fen. -- Atti Ist. Bot. Univ. Pavia 8: 71, without basionym ref. 1972 (IK)
- Saxifragaceae Saxifraga pseudogranulata (Lacaita) Fen. -- Webbia xxi. 938 (1966). (IK)
- Scrophulariaceae Scrophularia scopolii Hoppe ex Pers. var. grandidentata Fen. -- Ist. Bot. Reale Univ. Reale Lab. Crittog. Pavia Atti 8: 122. 1972 ; nom. inval. (IK)